# José de Iriarte
José de Iriarte fue un político peruano. 
Fue miembro del Congreso Constituyente de 1822 por el departamento de Tarma. Dicho congreso constituyente fue el que elaboró la primera constitución política del país.